# ホーリークロス大学
ホーリークロス大学（ホーリークロスだいがく、College of the Holy Cross）は、アメリカ合衆国マサチューセッツ州ウースターの私立リベラル・アーツ・カレッジ。カトリック（イエズス会）系。通称はホーリークロス（Holy Cross）と呼ばれる。1843年創立。
ニューイングランド高等教育委員会（NECHE、旧ニューイングランド学校大学協会（NEASC）の高等教育機関委員会（CIHE））により認定を受けている。学部生のみ約3,000人の学生を抱え、学生対教授の人数比は10:1、クラスサイズの平均は19人という、リベラル・アーツ・カレッジの特徴とも言える少人数制教育を行っている。
ホーリークロス大学はジョージタウン大学や近隣のボストンカレッジなどと共に、イエズス会系大学協会（Association of Jesuit Colleges and Universities、AJCU）に加盟する27校のうちの1校である。また、ヒドゥン・アイビーの1つにも数えられている。USニューズ&ワールド・レポート誌が毎年出している大学ランキングでは、全米のリベラル・アーツ・カレッジの中で25位前後、もしくは以内に入る評価を受けている。同学のスポーツチーム、クルセイダーズはNCAAディビジョンIのパトリオット・リーグに主に所属している。

## 沿革

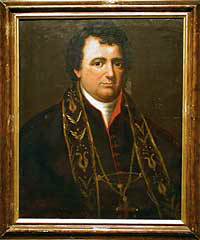
ベネディクト・ジョセフ・フェンウィック

ホーリークロス大学は、ジョージタウン大学を卒業したイエズス会士で、ボストン司教区（現ボストン大司教区）の第2代司教を務めた、ベネディクト・ジョセフ・フェンウィックが創立した。着任当初から、フェンウィックは自らの司教区にカトリック系の大学を創立しようと考えていた。しかし、ボストンでのその試みは、プロテスタントで占められた同市の市民リーダーたちにことごとく潰された。
ボストンの市民リーダーたちとの関係が悪化の一途をたどる最中、フェンウィックは1843年、ボストンから西へ約70km離れた、州中央部のウースターの地に念願のカトリック系大学を創立した。この地はもともと、1836年に神父ジェームズ・フィットンが52エーカー（21ha）の土地を購入し、カトリック系の男子校を開いていた地であった。しかし、フィットンは多忙で学校の運営がままならなかったため、フェンウィックに土地と校舎を寄贈した。フェンウィックはここで創立した大学を、自らの司教座聖堂である、ボストンのホーリークロス大聖堂にちなんで、ホーリークロス大学と名付けた。この時のフェンウィックの歓喜は、自らしたためた手紙の中に記された、下記の文によって示されている。

Next May I shall lay the foundation of a splendid College in Worcester... It is calculated to contain 100 boys and I shall take them for $125 per an. & supply them with everything but clothes. Will not this be a bold undertaking? Nevertheless I will try it. It will stand on a beautiful eminence & will command the view of the whole town of Worcester...

（訳）来年の5月には、ウースターで素晴らしい大学の礎を築こう。男子100人を集め、1人125ドルの授業料・諸費用を徴収し、衣服以外全て支給することにしよう。これはいささか大胆な企てではなかろうか? それでも私は挑もう。この大学はウースターの町全体を見下ろす、美しい高台の上に建てよう...

こうして、ホーリークロス大学は1843年6月21日に定礎し、同年10月に開校した。初代学長には、フェンウィックと同様にイエズス会士で、ジョージタウン大学の学長も務めたことのある、トーマス・F・マレディ神父が就任した。同年11月2日、9-19歳の生徒・学生6人で最初の講義が行われた。1849年には、最初の卒業生として、奴隷の子であるジェームズ・ヒーリーを送り出した。ヒーリーはジョージア州メイコン近くでプランテーションを営んでいたアイルランド系の父とムラートの母の間に生まれ、同学卒業後はメイン州ポートランドで、アメリカ合衆国史上初のアフリカ系司教になった。
1852年夏に起きた大火で、ホーリークロス大学のキャンパスは全焼した。しかし、フェンウィックの後任を務めたジョン・B・フィッツパトリック司教、および第4代学長アンソニー・F・シアンピ神父の尽力により、大学再建のための資金が集められ、翌1853年には再開にこぎつけた。
ホーリークロス大学がマサチューセッツ州議会に対して、学位を授与する大学としての認可を求めて最初の嘆願書を出したのは1847年であったが、反カトリックの州議員の存在など、様々な事由により却下された。ジャガイモ飢饉に起因するアイルランド系移民の急増も、一部のマサチューセッツ州民の間での反カトリック感情に拍車をかけた。当初、ホーリークロス大学で授与した学位はジョージタウン大学の学長が署名をし、その有効性を担保していた。その後も幾度も却下されたが、1865年3月24日、州知事ジョン・アルビオン・アンドリューの精力的な後押しもあり、ついにホーリークロス大学は認可された。
第二次世界大戦中、海軍および海兵隊における士官の需要急増に応えるべく、（海軍兵学校ではない）通常の大学で士官を養成することを目的としたV-12というプログラムが設けられ、ホーリークロス大学を含む全米131大学が参加した。
1998-2006年の8年間にかけて、ホーリークロス大学はLift High the Cross（十字架を高く掲げよ）と題して、大規模な募金キャンペーンを行った。その結果、目標額1億7500万ドルを上回る、2億1630万ドルの寄付金が集まった。集まった寄付金は、教員の増強、奨学金の拡充、礼拝堂の改修、およびキャンパス内の施設増築に使われた。2018年現在では、同学に集まった寄付金の時価累計は7億8000万ドルを超えている。

## キャンパス

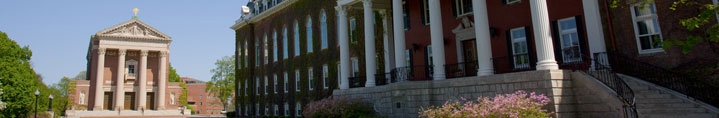
キャンパスの中心に広がる芝生の広場、フェンウィック・ローン。中央から右側（手前）はフェンウィック・ホールの正面玄関、左側（奥）は礼拝堂。

ホーリークロス大学のキャンパスは、ボストンのダウンタウンから西へ約70km、ウースター市中心部の南にそびえるセント・ジェームズ山という丘の北斜面に、街を見下ろすように広がっている。174エーカー（70.4ha）の敷地内には、教育・研究目的の校舎、学生寮など、40棟以上の建物・施設が建ち並んでいる。
| オケイン・ホールの時計塔 |  | フェンウィック・ホール |
| オケイン・ホールの時計塔 |  | フェンウィック・ホール |

キャンパスの中心には、時計塔が特徴的なオケイン・ホール、大学最古の建物であるフェンウィック・ホール、およびスミス・ホールの3棟が、メモリアル・プラザという中庭を取り囲んで建っている。これら3棟のすぐ南側、およびすぐ北側には、学生寮が建ち並んでいる。オケイン・ホールのすぐ南西には、大学のメインの図書館であるディナンド図書館が建つ。この図書館の西側には、総合科学棟を成す5棟の校舎が建っている。オケイン・ホールのすぐ北西には、スタイン・ホールという校舎が建つ。フェンウィック・ホールの東側には、聖ヨセフ記念礼拝堂、温室、およびミラード芸術センターといった施設が建つ。オケイン・ホール、フェンウィック・ホールとその周辺は、1980年に国家歴史登録財に指定されている。
キャンパス南端には、体育館、競泳プール、バスケットボールアリーナ、アイスホッケーアリーナ、および屋内練習場を備えたハート・センターをはじめ、体育施設が集中している。一方、体育施設の中でも特に大型で観客収容人数も多い、フットボールスタジアムおよび野球場はキャンパス北端、州間高速道路I-290（I-90の支線）沿いに立地している。

## 学術と教育

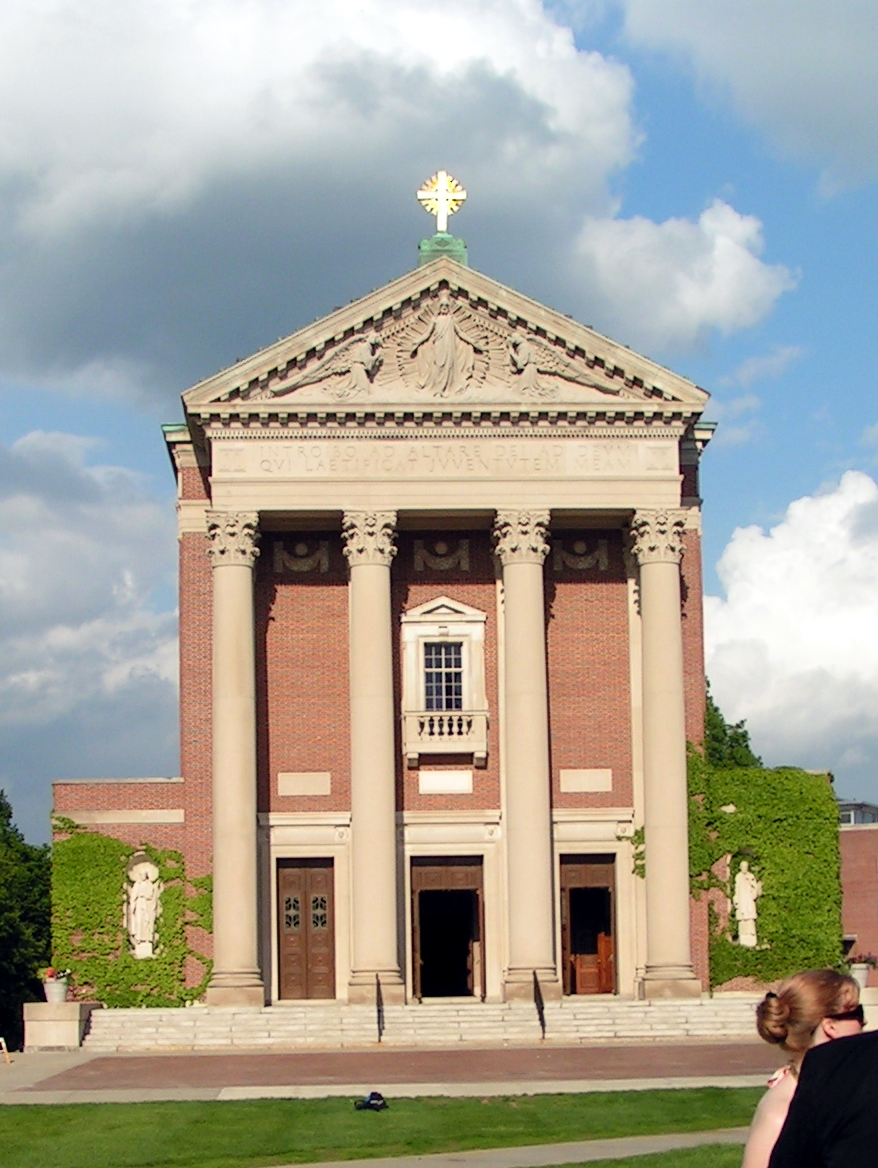
聖ヨセフ記念礼拝堂

ホーリークロス大学はリベラル・アーツ・カレッジとして、芸術、人文科学、社会科学、自然科学の4分野に大別される、もしくは分野横断的な、多岐にわたるプログラムを提供し、教養学士（Bachelor of Arts）の学位を授与している。学生はこれらのプログラムの中から、1年次2学期目から3年次開始までの間に専攻を決定する。学生は専攻のほかにも副専攻や集中研究領域を持ったり、2つの専攻を持ったり（ダブルメジャー）することもできる。また、学際的な専攻や、学生が自分で設計する専攻・副専攻も可能である。ビジネススクール、メディカルスクール、ロースクールへの進学準備課程や、マサチューセッツ州の中学校・高校教員養成課程も提供されている。ホーリークロス大学で3年、コロンビア大学工学部で2年学ぶことで、ホーリークロス大学の教養学士とコロンビア大学の工学士の両方の学位を取得できるプログラムもある。リベラル・アーツ教育と並行して、海軍もしくは海兵隊の将校になるための訓練を受けることのできる、海軍予備役将校訓練課程（NROTC）も提供されている。これらを全て合わせると、同学が提供する専攻・副専攻・集中研究プログラムは60を超える。
その中でも、とりわけ人気のある専攻としては、経済学、政治学、心理学、および英語・英文学が挙げられる。また、ホーリークロス大学の古典学部門は、学部のものとしては全米でも最大級、かつ最も活発に教育・研究活動をしているプログラムの1つである。
ホーリークロス大学において教養学士の学位を取得するためには、8セメスター（フルタイム換算）以上在学し、かつ32科目（セメスター換算）以上を修得する必要がある。また、4年次の2セメスターは同学に在学していること（ただし4年次第1学期の国外留学等は認められる）、総修得単位数の半分以上は同学で修得していることが同学からの学位授与条件として加えられる。これらの科目要件は共通要件、専攻科目、および選択科目の3種類に大別される。共通要件としては、芸術、文学、宗教学、哲学、歴史学、比較文化学の各分野から1科目ずつ、および語学、社会科学、自然科学・数学の各分野から2科目ずつが課せられる。専攻科目は、学生が選択した専攻の科目を10-14科目修得する。選択科目は、全科目の中から自由に修得する。
ホーリークロス大学のカリキュラムにおいて特徴的なのは、1年次に丸1年かけて行われる、モンセラート・プログラムと呼ばれるプログラムである。このプログラムの名は、イエズス会の創始者であるイグナチオ・デ・ロヨラが武器を捨て、信仰に生きることを選んだ、その転換点となった聖地モンセラートにちなんでいる。このプログラムでは、入学前に出した希望に基づいて新入生が6つの「クラスター」と呼ばれるグループに分けられる。各クラスターには専門にかかわらず教授がつき、クラスターごとのテーマに基づいた講義が行われる。しかし、このプログラムでは講義にとどまらず、美術館・博物館の訪問や舞台芸術鑑賞、ハイキングなどクラスターごとの課外活動も行われる。さらに、同じクラスターの新入生は同じ寮に住み、生活をも共にする。これにより、学生は教室内外を問わず、それぞれのテーマについての活発な対話を交わせるのみならず、同学の精神の共有や、人間関係の構築をも達成することになる。
ホーリークロス大学は日本のイエズス会系私立大学である上智大学と交換留学協定を結んでいる。

## スポーツ

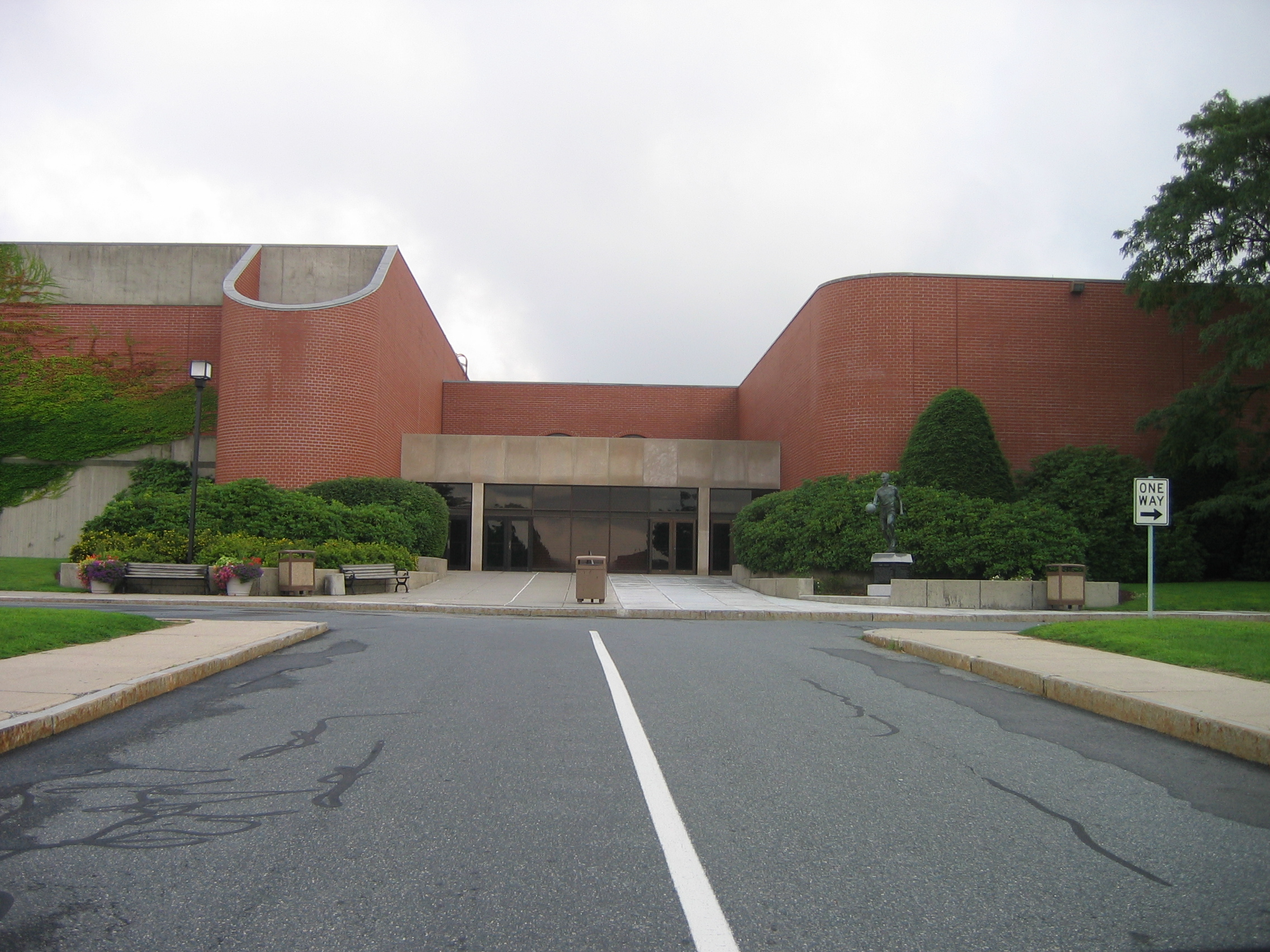
ハート・センター

ホーリークロス大学のスポーツチーム、クルセイダーズ（Crusaders、十字軍の意）は下記の通り、男子12種目、女子13種目で競っている。このうち、男子アイスホッケーチームはアトランティック・ホッケー、女子アイスホッケーチームはホッケー・イースト、男子ボートチームは大学間競漕協会（Intercollegiate Rowing Association、IRA）にそれぞれ所属している。それら以外の男女のチームは、全てパトリオット・リーグに所属している。いずれのカンファレンスも、全てNCAAディビジョンI（フットボールはFCS/旧I-AA）に属している。
男子
- 野球
- バスケットボール
- クロスカントリー
- フットボール
- ゴルフ
- アイスホッケー
- ラクロス
- ボート
- サッカー
- 競泳・飛び込み
- テニス
- 陸上（トラック&フィールド）

女子
- バスケットボール
- クロスカントリー
- フィールドホッケー
- ゴルフ
- アイスホッケー
- ラクロス
- ボート
- サッカー
- ソフトボール
- 競泳・飛び込み
- テニス
- 陸上（トラック&フィールド）
- バレーボール

2018年初頭、「クルセイダーズ」という愛称、および騎士のマスコットが、宗教戦争や十字軍による蛮行と結び付けられるのは不可避として、その使用継続に対する疑義があがった。これを受けて討議した結果、大学当局は、愛称は引き続き使用するものの、マスコットの使用は中止するという結論を出した。